# Victoria Butterfly Gardens
Koordinaten: 48° 33′ 51″ N, 123° 26′ 20″ W
Victoria Butterfly Gardens ist ein Schmetterlingszoo in der Neighbourhood Brentwood Bay der Gemeinde Central Saanich auf der Saanich-Halbinsel, der Südspitze von Vancouver Island in der kanadischen Provinz British Columbia. Die Provinzhauptstadt Victoria liegt ca. 15 Kilometer entfernt in südlicher Richtung.

## Tierarten und Anlagenausstattung
Victoria Butterfly Gardens zeigt schwerpunktmäßig Schmetterlinge, von denen im Durchschnitt 70 Arten zu sehen sind. Die Falter fliegen in einem nachgebildeten tropischen Regenwald, der mit über 200 Arten von tropischen Pflanzen ausgestattet ist. Neben Futterpflanzen für Schmetterlingsraupen und Blüten als Nahrungsquelle für die Falter enthält der Regenwald auch fleischfressende Pflanzen. Die Anlagen sind teilweise mit Teichen, Bächen, Wasserfällen und Brücken ausgestattet. In einigen Anlagenabteilungen sind frei fliegende tropische Vögel, Schildkröten, Leguane, Kois und Pfeilgiftfrösche zu besichtigen. Ein separates Insektarium beinhaltet weitere Insektenarten. Das Klima innerhalb der Victoria-Schmetterlingsgärten wird computergesteuert eingestellt, wodurch die Temperatur, das Licht, die Nebel und die Luftfeuchtigkeit des 1100 Quadratmeter großen Geländes konstant gehalten werden.
Die nachfolgende Bild-Auswahl zeigt oftmals präsentierte Schmetterlingsarten und Schmetterlingspuppen.

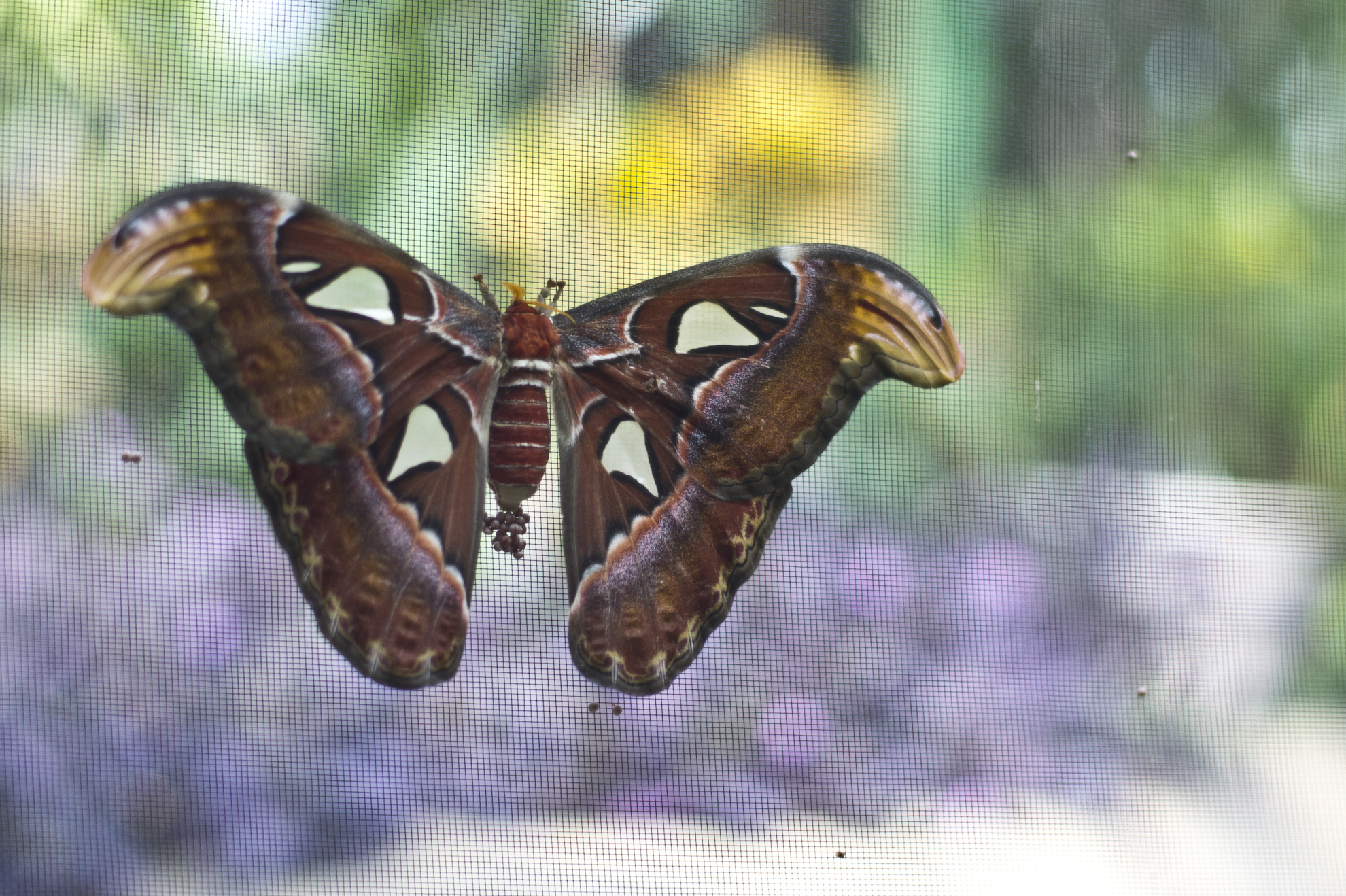
Eierlegendes Weibchen des Atlasspinners (Attacus atlas)
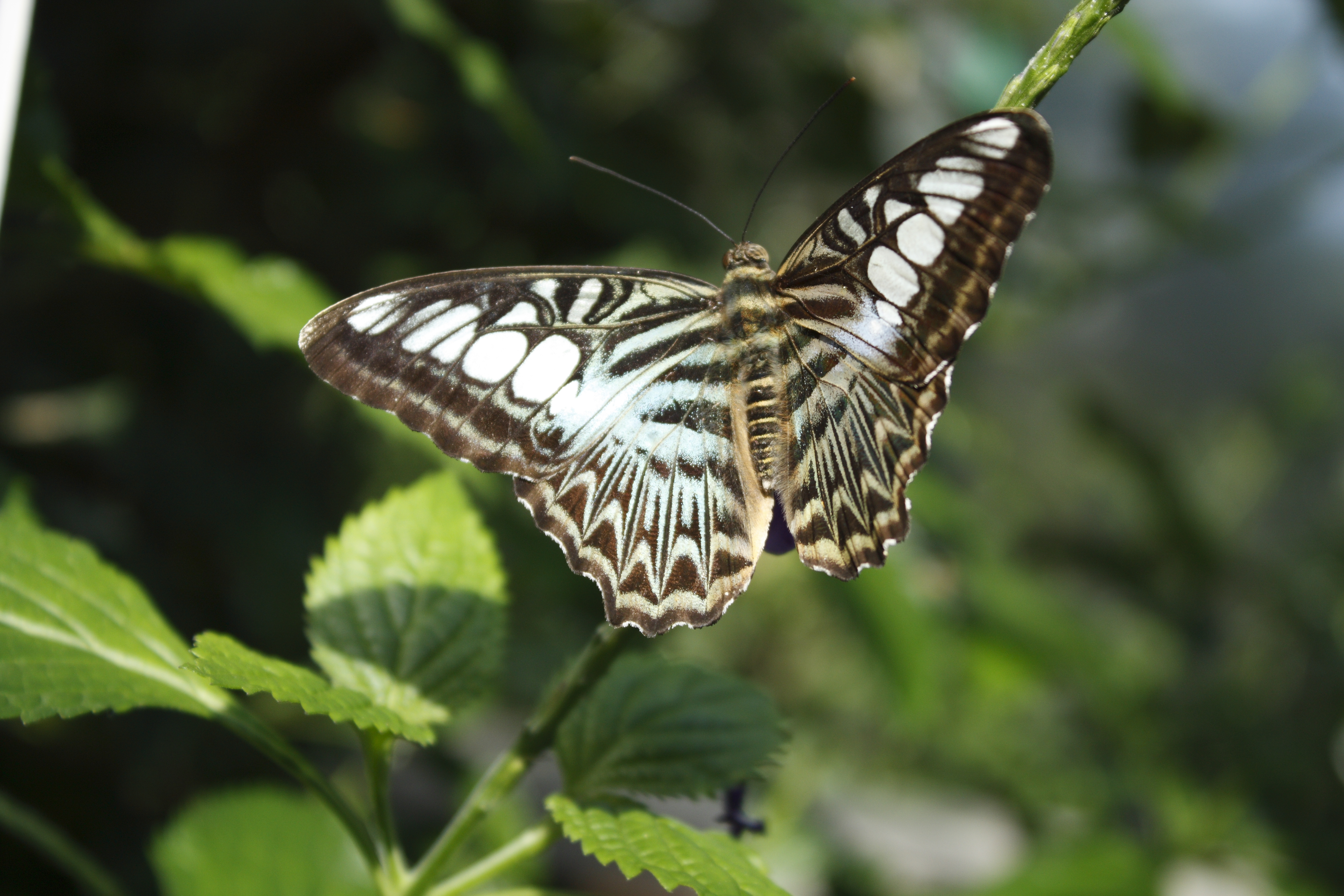
Brauner Segler, Parthenos sylvia
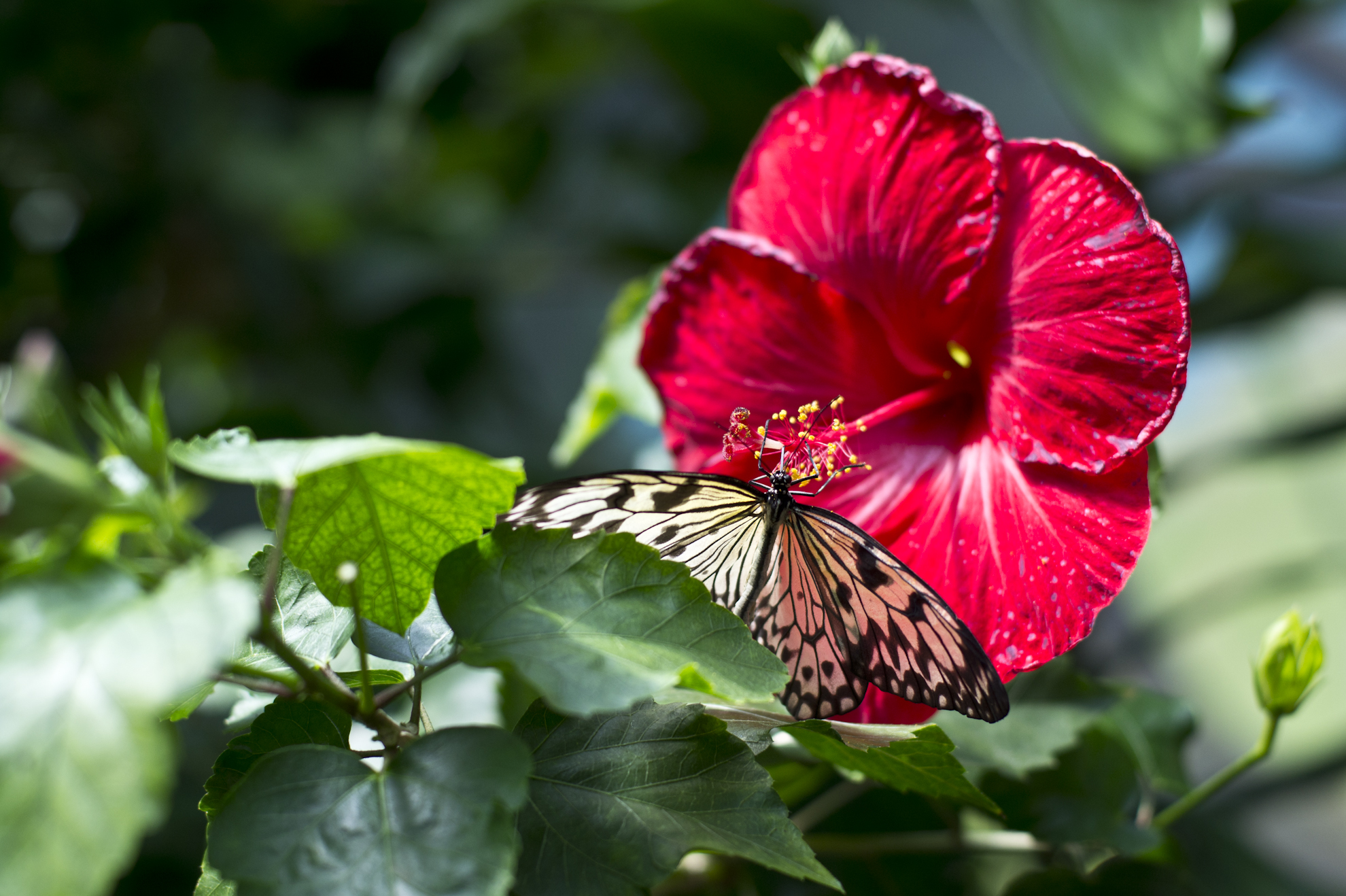
Weiße Baumnymphe (Idea leuconoe) an Hibiskusblüte
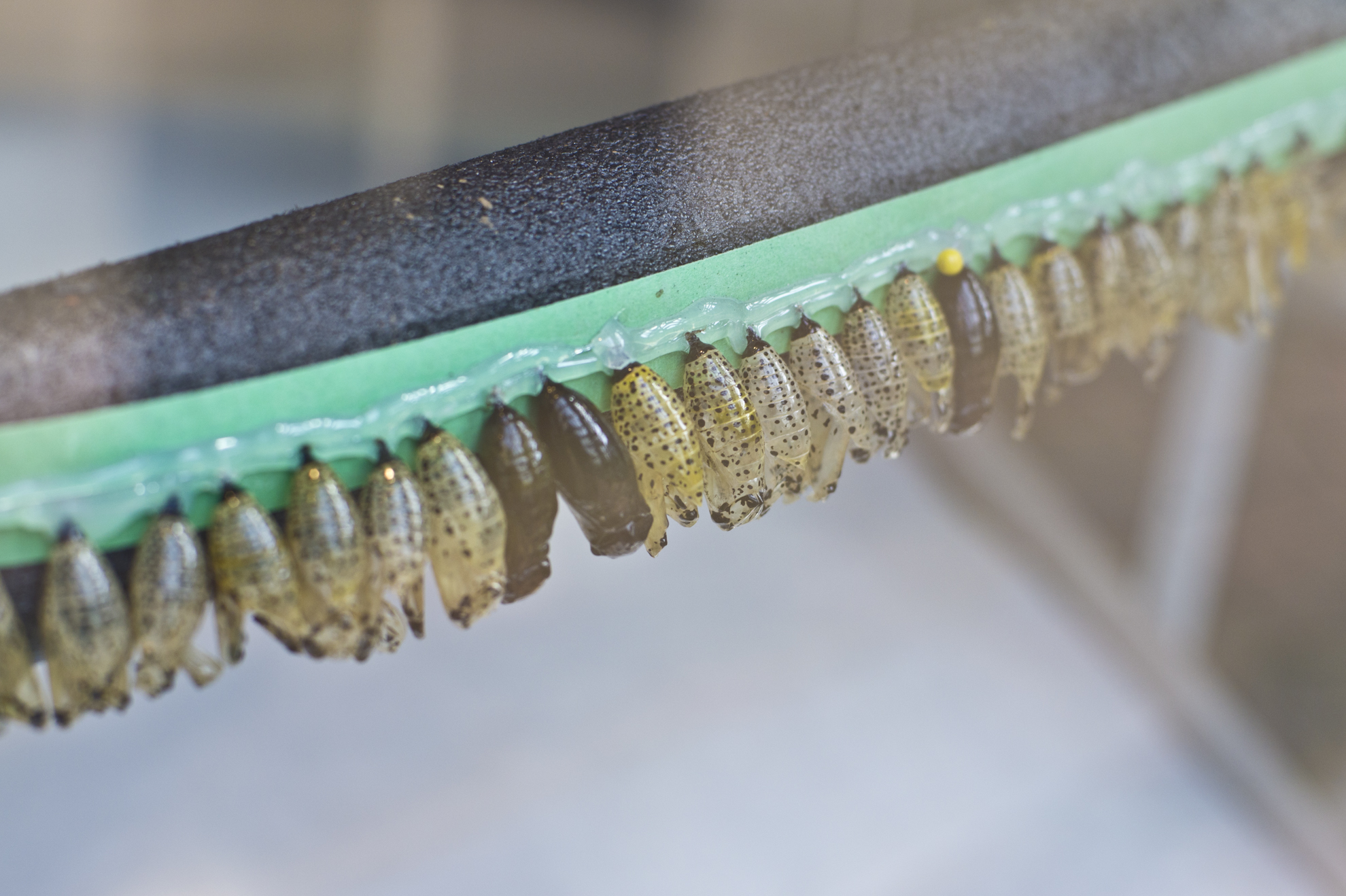
Entwicklungsstation für Schmetterlingspuppen